# 에푸아스
에푸아스(프랑스어: époisses)는 프랑스의 소젖 치즈이다. 부르고뉴 지역에서 생산하는 연질 치즈로, 이름은 코트도르주의 코뮌인 에푸아스의 이름에서 따왔다. 숙성 과정에서 겉을 포도박 브랜디로 닦아내 만들며, 진주홍빛 표면과 진하고 강렬한 향미가 특징이다.

## 같이 보기
- 묑스테르
- 랑그르
- 카수 마르추
- 트라피스트 치즈